# Hans Joachim Eggers
Hans Joachim Eggers (* 26. Juli 1927 in Baumholder; † 5. Mai 2016 in Köln) war ein deutscher Virologe und Hochschullehrer. Er gilt als ein bedeutender Virologe Deutschlands und gehörte zu den Begründern der Forschung auf dem Gebiet der selektiven antiviralen Therapie. Er war Lehrstuhlinhaber in Gießen und in Köln.

## Leben
Eggers entstammte einer Pfarrersfamilie. Nach dem Abitur in Sobernheim studierte er von 1947 bis 1953 Medizin an den Universitäten Köln und Heidelberg. Er war Doktorand von Ernst Klenk und wurde zum Dr. med. promoviert. Von 1953 bis 1957 war Eggers an der Universitätsnervenklinik Köln tätig und begann sich in dieser Zeit für Virologie zu interessieren.  Von 1957 bis 1959 war er als Stipendiat der Children´s Hospital Research Foundation in Cincinnati, Ohio, bei Albert Sabin tätig.
Danach war er Research Associate bei Frank L. Horsfall junior und Igor Tamm am Rockefeller Institute for Medical Research in New York City tätig.  Dort war er von 1961 bis 1964 Assistant Professor. 1965 kehrte er mit seiner Familie nach Deutschland zurück.  Von 1965 bis 1966 war er Abteilungsleiter am Max-Planck-Institut für Virusforschung in Tübingen.
Im Jahr 1966 erfolgte sein Ruf als ordentlicher Professor für Virologie auf den Lehrstuhl für Virologie der Justus-Liebig-Universität Gießen.
1972 wechselte er auf den neu gegründeten Lehrstuhl für Virologie an der Universität zu Köln und Institutsdirektor. Nach seiner Emeritierung 1994 war Eggers Gastprofessor für Virologie am Institute for Molecular Virology in Madison, Wisconsin. Während seiner wissenschaftlichen Karriere veröffentlichte er etwa 200 Publikationen.

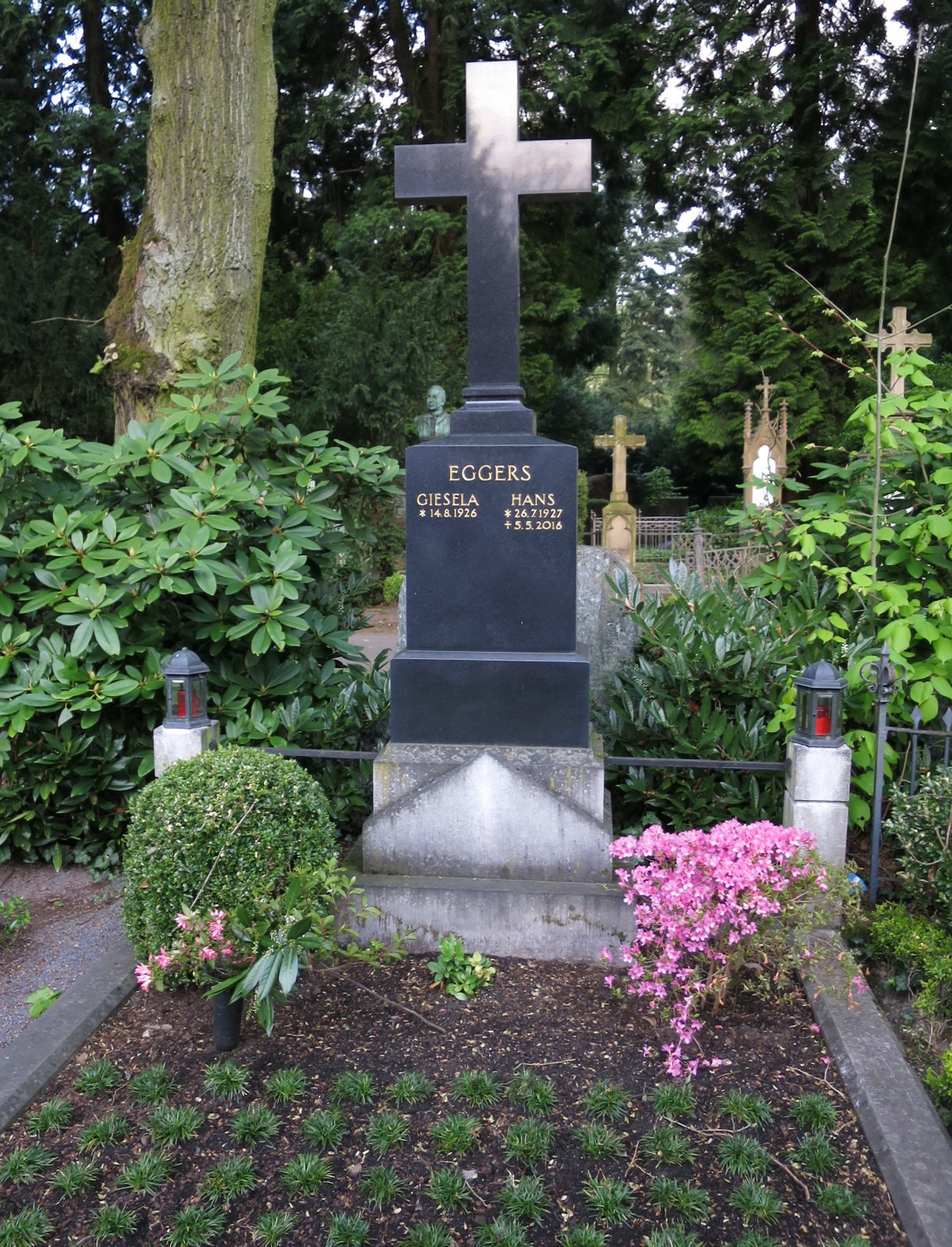
Grab auf Melaten-Friedhof

Eggers war verheiratet und hatte drei Kinder, zwei Söhne und eine Tochter. Er war Gründungs- und später Ehrenmitglied der Gesellschaft für Virologie, sowie Mitglied verschiedener amerikanischer Fachgesellschaften. Seit 1982 war er Mitglied der Deutschen Akademie der Naturforscher Leopoldina in Halle. Des Weiteren war er Mitglied der Akademie der Wissenschaften zu Göttingen sowie der Akademie gemeinnütziger Wissenschaften zu Erfurt. Eggers war Mitherausgeber der Buchreihe Conditio humana.
Seine Grabstätte befindet sich auf dem Kölner Melaten-Friedhof (Flur 5 (P)).